# 西所沢駅
西所沢駅（にしところざわえき）は、埼玉県所沢市西所沢一丁目にある、西武鉄道の駅。駅番号はSI18。
池袋線と狭山線が乗り入れている。狭山線は当駅が起点である。

## 歴史
- 1915年（大正4年）
  - 4月15日：小手指駅として開業。
  - 9月1日：西所沢駅に改称[1]。
- 1929年（昭和4年）5月1日：武蔵野鉄道山口線が開業し、分岐駅となる。
- 1965年（昭和40年）11月5日：所沢 - 西所沢間複線運転開始。
- 1966年（昭和41年）5月25日：西所沢 - 小手指信号所（現・小手指）間複線運転開始。
- 1979年（昭和54年）4月14日：西武ライオンズ球場営業開始に合わせて配線変更（島式2面→3面4線）。ほぼ現行の形態になる。
- 1988年（昭和63年）4月5日：新駅舎使用開始。
- 2005年（平成17年）
  - 2月26日：2・3番ホームに待合室を設置。バリアフリー設備使用開始。
  - 6月18日：ホームの番号変更。
- 2007年（平成19年）7月3日：トライアル店舗としてTOMONY（ステップイン型）が駅舎内に開店。
- 2009年（平成21年）4月7日：狭山線（1・2番ホーム）の発車メロディが「吠えろライオンズ」になる。
- 2022年（令和4年）7月22日：狭山線（2番ホーム）の発車メロディ「吠えろライオンズ」の曲調をリニューアル[2]。

- 2025年（令和7年）4月1日：駅係員によるインターホンでご案内する遠隔対応駅へ変更するとともに、窓口での切符等の販売を終了[3]。

## 駅構造
中央に1面2線の島式ホームがあり、それを外側から挟む形で2面2線の相対式ホームを有する地上駅。
所沢寄りに留置線があり、主に狭山線の折り返し・留置に使われる。
駅舎は北側のみ。改札口を出ると、駅舎内にTOMONYがある。エレベーターは各ホームと跨線橋部分を連絡するものが設置されているほか、2・3番ホーム、4番ホームと跨線橋部分を連絡するエスカレーターが設置されている。
トイレは2・3番ホームと4番ホームにある。4番ホームのトイレは多機能トイレを併設する。
駅長室の関係で所在地は所沢市西所沢となっているが、狭山線と1・2番ホームの下山口寄りは所沢市上新井となっている。

### のりば
| ホーム | 路線   | 方向 | 行先                               | 備考                                                                               |
| ------ | ------ | ---- | ---------------------------------- | ---------------------------------------------------------------------------------- |
| 1・2   | 狭山線 | -    | 下山口・西武球場前方面             | 狭山線列車と狭山線から池袋線上り方面へ直通する列車が発着。 1番ホームは一部列車のみ |
| 1・2   | 池袋線 | 上り | 所沢・池袋・新木場・渋谷・横浜方面 | 狭山線列車と狭山線から池袋線上り方面へ直通する列車が発着。 1番ホームは一部列車のみ |
| 3      | 池袋線 | 下り | 飯能・西武秩父方面                 |                                                                                    |
| 4      | 池袋線 | 上り | 所沢・池袋・新木場・渋谷・横浜方面 |                                                                                    |

（出典：西武鉄道:駅構内図）

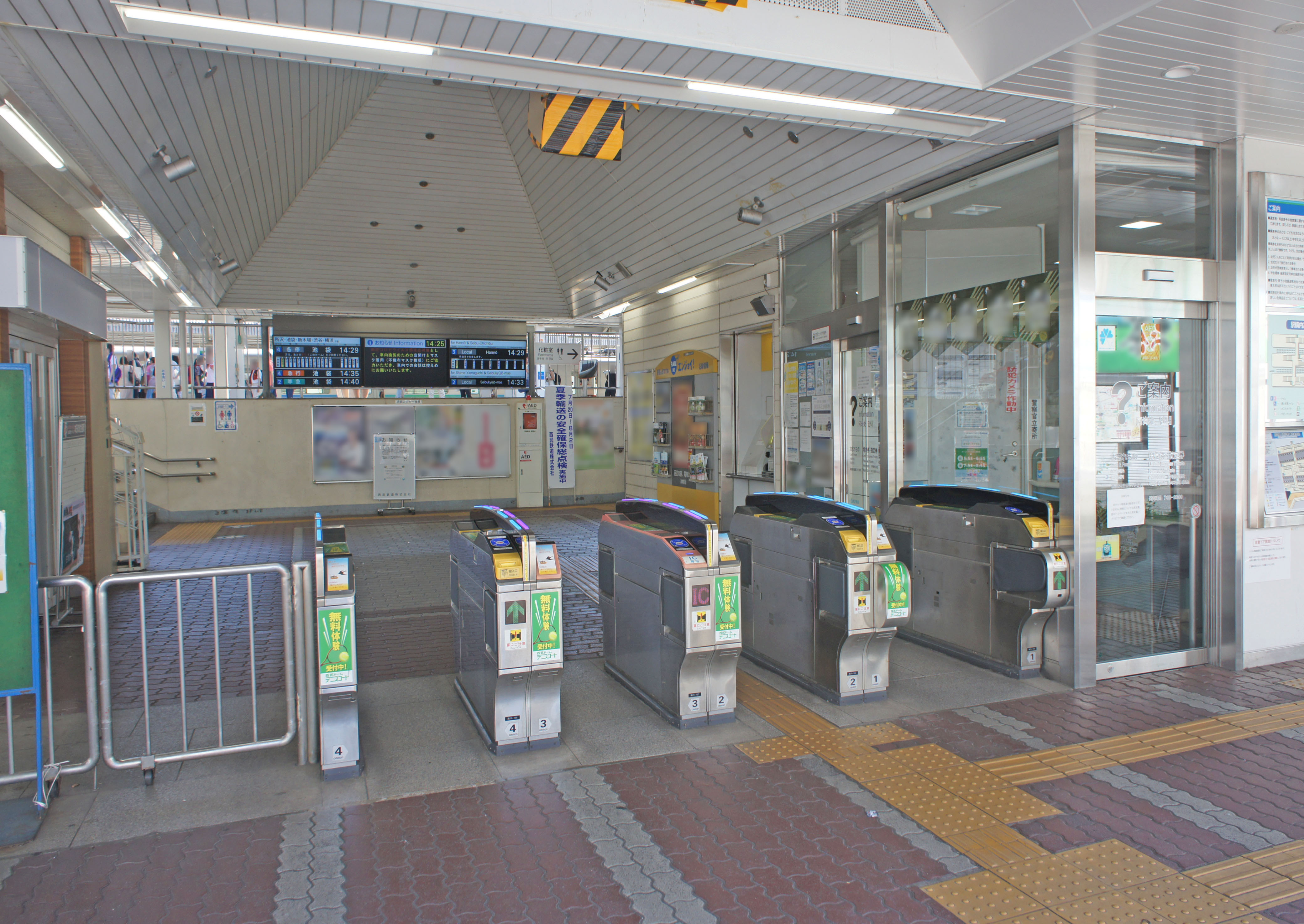
改札口（2022年7月）
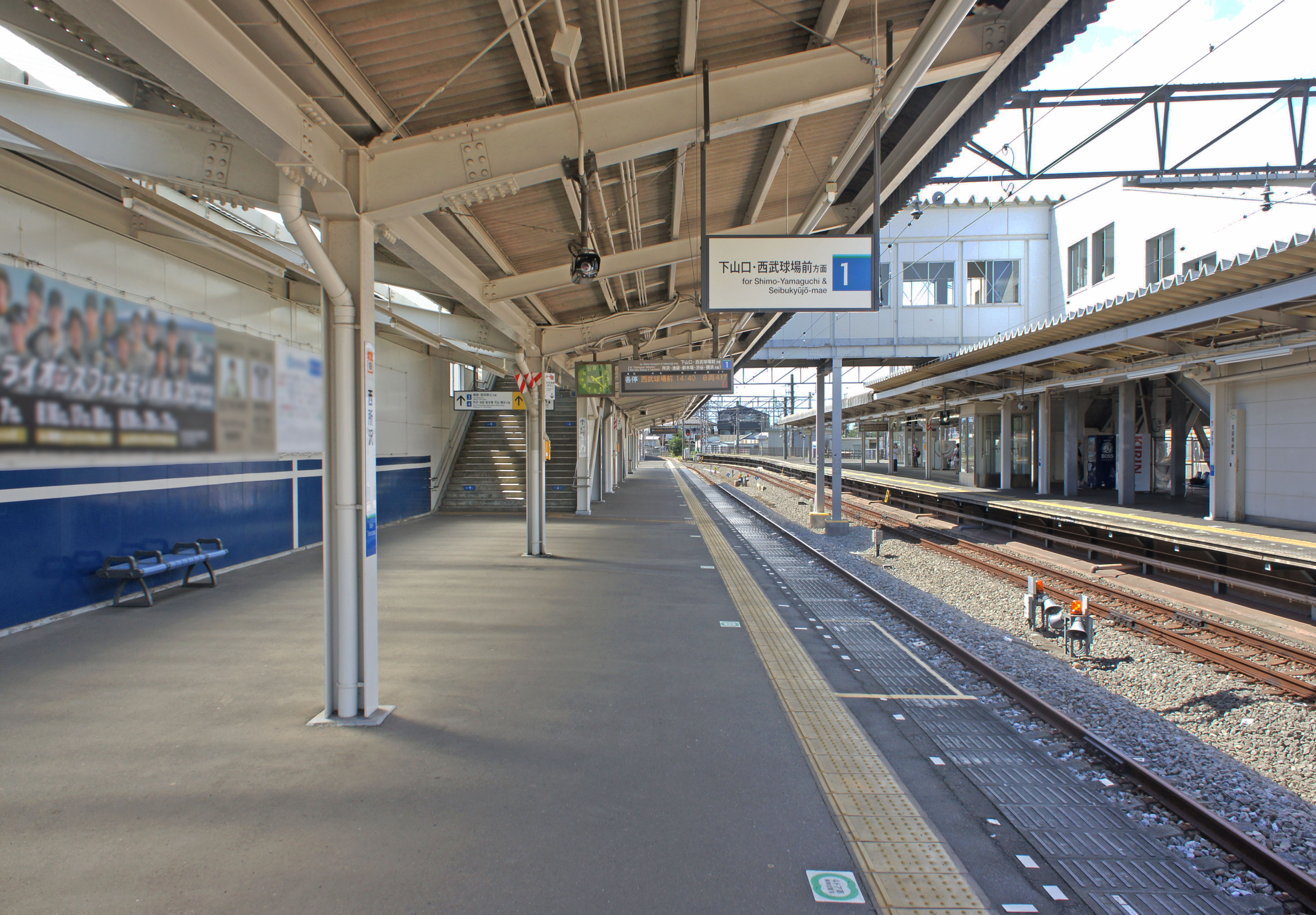
1番ホーム（2022年7月）
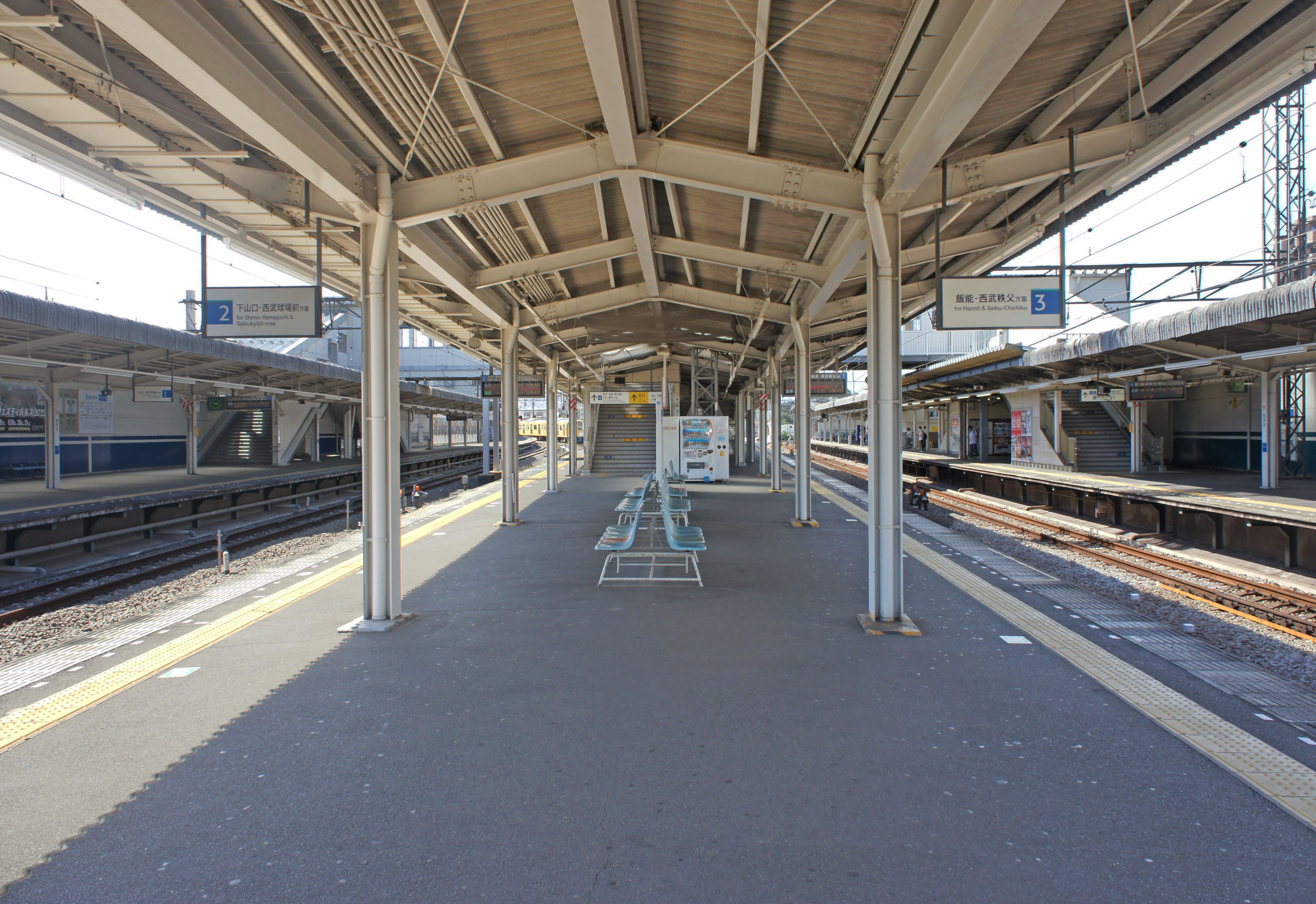
2・3番ホーム（2022年7月）
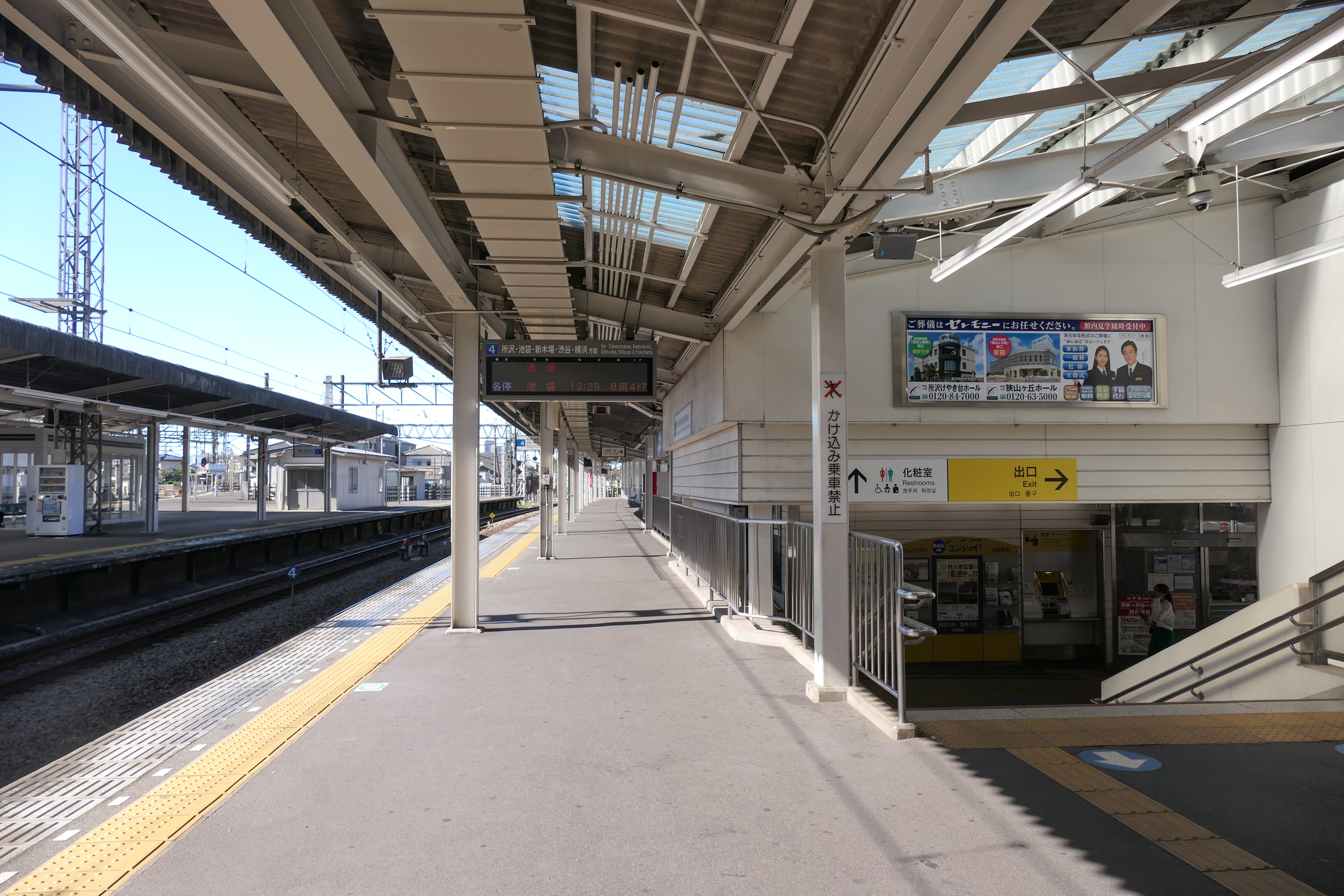
4番ホーム（2021年10月）

### 備考
- 1番ホームは、西武ドームでの野球（埼玉西武ライオンズ戦）・イベント開催に伴う増発ダイヤ時に使用されるほか、小手指車両基地へ回送する当駅止まりや10両編成の列車も使用する。運行時間外の1番ホームは閉鎖される。
- 2番ホームは、主に狭山線内発着の列車や狭山線から池袋線へ直通する列車が使用するが、線形の関係から10両編成の列車は使用できず、1番ホームを発着する。
- 2005年6月18日からホームの付番が逆になった。それまでは、1・2番ホームが池袋線、3番ホームが狭山線、4番線が狭山線臨時ホームだった。
- 改修工事の完了した2005年2月26日、中央ホームに待合室を設置した。
- 1・2番ホームの発車メロディは、2009年4月7日より埼玉西武ライオンズの応援歌「吠えろライオンズ」に変更となった。これはライオンズの本拠地開幕戦に合わせたものである[6]。
- 1時間1本程度の特急「ちちぶ」「むさし」と快速急行は通過するが、急行以下の列車はすべて停車し、隣の小手指始発の列車が多く設定されていることから、利便性は高い。快速急行でも以前は狭山線直通列車は停車していた。また、2010年3月6日のダイヤ改正から、それまで所沢止まりだった快速・準急が狭山線に直通し、当駅に停車する列車の本数が増加した。
- 副都心線直通列車は2013年3月16日実施のダイヤ改正で、日中は土曜・休日ダイヤの当駅11時台の各停東京メトロ副都心線・東急線・みなとみらい線直通元町・中華街行のみ停車する[注釈 1]。当駅から副都心線方面に向かう場合は、途中ひばりヶ丘駅などの主要駅で必ず1回は乗換える必要があり、列車接近時に流れる放送でその旨が伝えられる。
- 2020年3月14日ダイヤ改正より、「S-TRAIN」は平日ダイヤの下り列車のみ降車専用駅として当駅に停車、当駅で狭山線下り西武球場前行きに短時間で乗り継ぎができる[7]。

## 利用状況
2024年（令和6年）度の1日平均乗降人員は24,676人で、西武鉄道全92駅中39位。
近年の1日平均乗降人員および乗車人員の推移は下記の通り。
| 年度               | 1日平均 乗降人員 | 1日平均 乗車人員 | 出典     |
| ------------------ | ---------------- | ---------------- | -------- |
| 1990年（平成02年） | 23,609           | 11,803           |          |
| 1991年（平成03年） | 24,182           | 12,111           |          |
| 1992年（平成04年） | 24,750           | 12,418           |          |
| 1993年（平成05年） | 24,463           | 12,293           |          |
| 1994年（平成06年） | 24,092           | 12,123           |          |
| 1995年（平成07年） | 24,165           | 12,155           |          |
| 1996年（平成08年） | 24,969           | 12,516           |          |
| 1997年（平成09年） | 24,950           | 12,467           |          |
| 1998年（平成10年） | 24,678           | 12,230           |          |
| 1999年（平成11年） | 24,320           | 12,063           | [ * 1 ]  |
| 2000年（平成12年） | 24,154           | 11,983           | [ * 2 ]  |
| 2001年（平成13年） | 24,318           | 11,987           | [ * 3 ]  |
| 2002年（平成14年） | 23,942           | 11,786           | [ * 4 ]  |
| 2003年（平成15年） | 24,010           | 11,838           | [ * 5 ]  |
| 2004年（平成16年） | 23,727           | 11,695           | [ * 6 ]  |
| 2005年（平成17年） | 23,754           | 11,713           | [ * 7 ]  |
| 2006年（平成18年） | 23,993           | 11,842           | [ * 8 ]  |
| 2007年（平成19年） | 24,322           | 12,019           | [ * 9 ]  |
| 2008年（平成20年） | 24,553           | 12,267           | [ * 10 ] |
| 2009年（平成21年） | 24,393           | 12,200           | [ * 11 ] |
| 2010年（平成22年） | 23,904           | 12,046           | [ * 12 ] |
| 2011年（平成23年） | 23,863           | 11,942           | [ * 13 ] |
| 2012年（平成24年） | 23,433           | 12,098           | [ * 14 ] |
| 2013年（平成25年） | 23,759           | 12,321           | [ * 15 ] |
| 2014年（平成26年） | 23,606           | 12,201           | [ * 16 ] |
| 2015年（平成27年） | 24,811           | 12,485           | [ * 17 ] |
| 2016年（平成28年） | 24,801           | 12,477           | [ * 18 ] |
| 2017年（平成29年） | 25,127           | 12,630           | [ * 19 ] |
| 2018年（平成30年） | 25,814           | 12,966           | [ * 20 ] |
| 2019年（令和元年） | 25,720           | 12,917           | [ * 21 ] |
| 2020年（令和02年） | 19,677           | 9,897            | [ * 22 ] |
| 2021年（令和03年） | 21,004           |                  |          |
| 2022年（令和04年） | 22,810           |                  |          |
| 2023年（令和05年） | 23,749           |                  |          |
| 2024年（令和06年） | 24,676           |                  |          |

## 駅周辺
- 所沢警察署 西所沢駅前交番
- 西友 西所沢店
- 西所沢一郵便局
- 東和銀行 所沢支店
- 埼玉県立所沢高等学校
- 所沢ハーティア
  - 所沢市立中央公民館
  - 所沢市立図書館所沢分館
  - 一般社団法人 所沢法人会
- 埼玉県道222号西所沢停車場線
- 国道463号
- 東京都道・埼玉県道4号東京所沢線（所沢街道）
- 埼玉県道・東京都道55号所沢武蔵村山立川線
- 埼玉県道・東京都道179号所沢青梅線
- ハードオフ・オフハウス・マツモトキヨシ
- ドン・キホーテ 所沢宮本町店
- かつては東京都道・埼玉県道24号練馬所沢線（小金井街道）も通っていたが、2024年現在は指定区間を外れている。

## バス路線
国道463号・県道179号上にある「西所沢駅入口」停留所が最寄りである。
- 市内循環バス「ところバス」（西武バス運行受託）
  - 南路線山口循環：椿峰ニュータウン・市民医療センター・航空公園駅方面
  - 南路線吾妻循環：西武園駅 ・所沢駅東口方面
- 深夜急行バス
  - ミッドナイトアロー：池袋駅東口

## 付記
- 当駅は初代「小手指駅」として開業したが、約4か月半で現在の駅名に改称した。その後、1970年11月20日に2代目小手指駅が当駅 - 狭山ヶ丘間に開業した。
- 1980年代から先代の標準仕様に更新されるまで、独自デザインの駅名標が使われていた（ギャラリーの「中央（2・3番）ホーム」写真右上にあるのりかえ案内がその一例）。
- 1997年に映画『失楽園』の撮影地として使われた。
- 2007年にはアサヒ飲料「WONDA」テレビCMの撮影地として使われた。
- 2018年に『宮本から君へ』にて、代々木駅の代わりの撮影地として使われた。ホームの番線表示は代々木駅に合わせているが、車両やホームの外観は西武鉄道のままとなっている。

## 隣の駅
西武鉄道
 池袋線
- □S-TRAIN一部停車駅（平日下りのみ、降車専用）

■快速急行
通過
■急行・■通勤急行・■快速・■通勤準急・■準急・■各駅停車（通勤急行と通勤準急は上りのみ運転）
所沢駅 (SI17) - 西所沢駅 (SI18) - 小手指駅 (SI19)
 狭山線
■急行・■快速・■準急・■各駅停車（急行と快速は野球開催時のみ運転）
所沢駅（池袋線）(SI17) - 西所沢駅 (SI18) - 下山口駅 (SI40)